# عبد الله بن دينار
عبد الله بن دينار الإمام المحدث الحجة، اسمه عبد الله بن دينار العدوي العمري مولاهم المدني، وكنيته: أبو عبد الرحمن. من أعلام التابعين وفقهائهم، وأحد رواة الحديث النبوي. توفي سنة 136 أو 127 هجرية.

## روايته والرواة عنه
سمع عبد الله بن دينار الحديث من عبد الله بن عمر بن الخطاب وأنس بن مالك وسليمان بن يسار وأبا صالح السمان وغيرهم.
حدث عنه شعبة ومالك وسفيان الثوري وورقاء بن عمر وسليمان ابن بلال وابنه عبد الرحمن بن عبد الله بن دينار وإسماعيل بن جعفر وسفيان بن عيينة ويحيى بن سعيد الأنصاري وخلق كثير.

## روايته
وقد تفرد بحديث «عن ابن عمر أن النبي ﷺ نهى عن بيع الولاء وعن هبته». متفق على إخراجه في الصحيحين. قال الحافظ أحمد بن علي الأصبهاني: حديثه نحو مائتي حديث.

## وفاته
قال ابن الأثير: مات سنة ست وثلاثين ومائة، وذكره ابن حبان في كتاب الثقات.
وذكر الذهبي أن عبد الله بن دينار توفي في سنة سبع وعشرين ومائة هجرية.